# Leonid Mletchine
Leonid Mikhaïlovitch Mletchine (en russe : Леони́д Миха́йлович Мле́чин), né le 12 juin 1957, à Moscou est un journaliste, animateur de télévision, Youtubeur et écrivain soviétique puis russe. Membre de l'Union des écrivains soviétiques depuis 1986.

## Biographie
Les premières publications de Leonid Mletchine apparaissent lorsqu'il a quinze ans en 1973 dans le journal Pionerskaïa Pravda, puis, dans le journal Vecherniaïa Moskva.
En 1979 il sort diplômé du département international de la faculté de journalisme de l'université d'État de Moscou.
De 1979 à 1993, il est correspondant, observateur international, rédacteur en chef adjoint de l'hebdomadaire Novoïé Vrémia.
De 1993 à 1996, il est rédacteur en chef du département international, rédacteur en chef adjoint du journal Izvestia et membre du comité de rédaction du journal.
Depuis 1994, il anime l'émission hebdomadaire De Facto sur la chaîne de télévision RTR. En 1996-1997, il y anime l'émission hebdomadaire d'information et de journalisme Le monde entier.
En 1997-1999, il est l'auteur et l'animateur de l'émission hebdomadaire d'information et d'analyse Monde sans frontières".
De novembre 1997 à février 2005, il est l'auteur et l'animateur de l'émission hebdomadaire Late Dinner.
De 1997 à 2014, il travaille sur la chaîne TV Centre.
De janvier 1998 à octobre 2014, il est l'auteur et l'animateur de l'émission journalistique Dossier spécial.
De septembre 1999 à décembre 2002 - animateur et commentateur de l'émission quotidienne d'information et d'analyse Événements.
En 2003-2006, il est l'auteur et l'animateur du talk-show Versta.
De juillet à décembre 2010 - co-animateur de l'émission Court of Time sur Pétersbourg TV-5. En 2012 - l'animateur de l'émission "Il n'est pas trop tard" sur la même chaîne.
De mai à juin 2015 - l'animateur du talk-show Secret du destin sur la chaîne de télévision "Rossiya 1.
Contributeur régulier aux magazines Moskovski Komsomolets, Novaïa Gazeta et Ogoniok.
Il est l'invité régulier de l'émission Opinion spéciale sur la radio Écho de Moscou.
Depuis l'automne 2017, il dirige une chaîne vidéo sur YouTube intitulée L'histoire de Leonid Mletchine, en octobre 2021, le nombre d'abonnés atteint 223 000.
Il participé à l'enregistrement de podcasts audio de la radio Komsomolskaya Pravda.

## Distinctions
- Prix TEFI : 2007, 2009
- ordre du Mérite pour la Patrie de 2e classe : 2007 [1]
- Ordre de l'Amitié : 2011 [2]
- ordre de l'Honneur : 2018 [3]